# 伊戈爾·克拉斯諾夫
伊戈爾·維克托羅維奇·克拉斯諾夫（俄语：И́горь Ви́кторович Красно́в，1975年12月24日—），是一名俄罗斯律師，現任俄羅斯總檢察長。

## 職業生涯
伊戈爾·克拉斯諾夫1975年12月24日出生於阿尔汉格尔斯克，列寧共青團成員。他開始在阿爾漢格爾斯克州霍爾莫戈爾斯基區擔任調查員。畢業於波莫州立大學法學院。
2011年，被任命為俄罗斯联邦侦查委员会特別重要案件的高級調查員。
2016年4月30日，亞歷山大·巴斯特里金任命克拉斯諾夫為俄羅斯聯邦調查委員會副主席。
2020年1月20日，俄羅斯總統普京提議聯邦委員會批准伊戈爾·克拉斯諾夫擔任俄羅斯總檢察長，接替尤里·柴卡。
2022年俄烏戰爭，美國財政部外國資產控制辦公室於2022年4月6日將克拉斯諾夫添加到根據第14024號行政命令實施制裁的人員名單中。